# Widno (powiat chojnicki)
Widno (dodatkowa nazwa w j. kaszub. Widno, niem. Widno) – wieś kaszubska w Polsce, położona w województwie pomorskim, w powiecie chojnickim, w gminie Brusy na obszarze Zaborskiego Parku Krajobrazowego.
W latach 1975–1998 miejscowość administracyjnie należała do województwa bydgoskiego.
Od 1998 w pierwszą sobotę sierpnia we wsi odbywa się Święto Kaszubskiego Chleba, w trakcie którego wypieka się chleb według tradycyjnych receptur.